# Elsie Bowerman

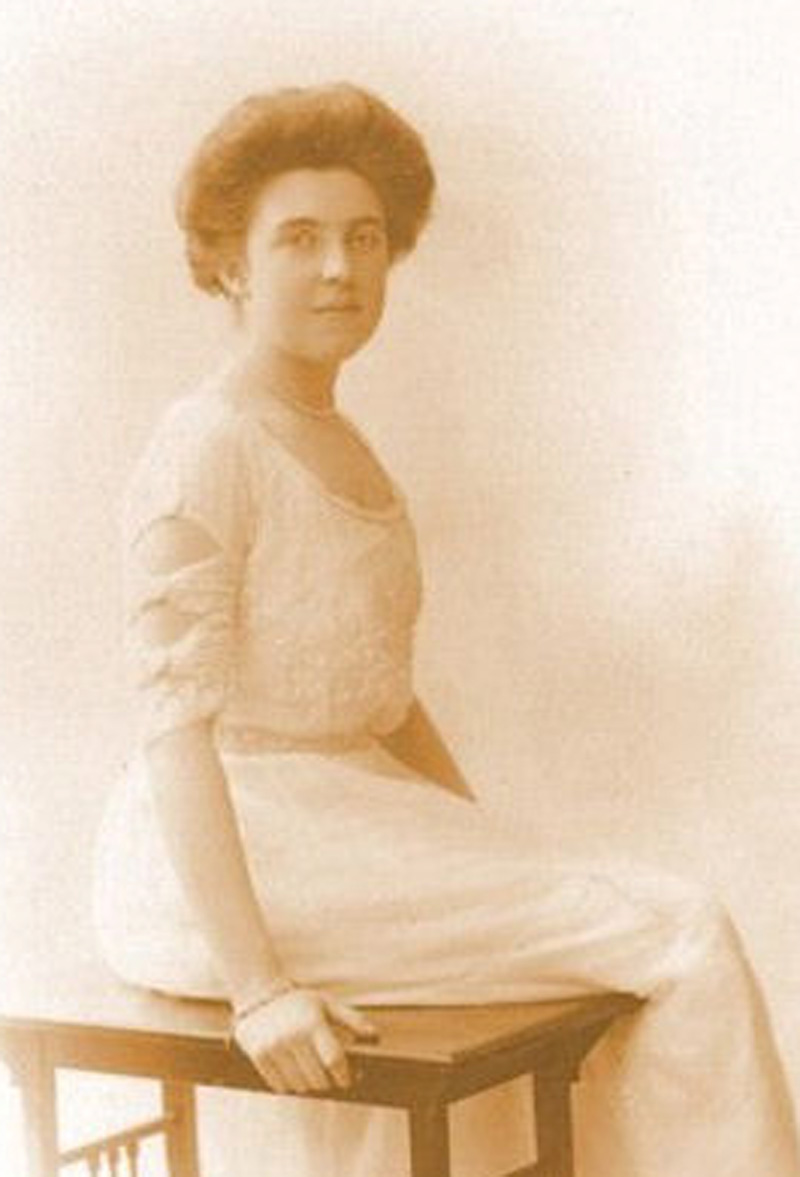
Elsie Bowerman, ca. 1910

Elsie Edith Bowerman (* 18. Dezember 1889 in Tunbridge Wells, Kent, England; † 18. Oktober 1973 in Hailsham, Sussex, England) war eine britische Autorin, Anwältin und aktive Frauenrechtlerin.

## Leben
Elsie Bowerman kam 1889 als einziges Kind von William Bowerman (1829–1895) und dessen Frau, Edith Martha Barber (1864–1953), zur Welt. Ihr Vater starb, als sie noch ein Kind war. Ihre Mutter heiratete in zweiter Ehe Alfred Benjamin Chibnall. Bowerman besuchte die Mädchenschule Wycombe Abbey in High Wycombe. Dort lernte sie Frances Dove DBE kennen, eine der Gründerinnen der Schule und eine aktive Frauenrechtlerin. Bowerman schrieb und veröffentlichte 1966 Doves Biografie, Stands There a School: Memories of Dame Frances Dove, Founder of Wycombe Abbey School.
Sie ging 1907 von Wycombe Abbey ab und verbrachte einige Zeit in Paris, bevor sie am Girton College in Cambridge ihr Studium anfing. Dort machte sie 1911 ihren Abschluss. Zusammen mit ihrer Mutter wurde Bowerman im Jahr 1909 eine aktive Anhängerin von Emmeline Pankhursts Women’s Social and Political Union (WSPU).
Am 10. April 1912 gingen Bowerman und ihre Mutter im englischen Southampton als Passagiere Erster Klasse an Bord des neuen britischen Luxusdampfers Titanic, der eine Woche später in New York einlaufen sollte. Sie wollten in den USA Verwandte des verstorbenen Vaters besuchen. Beide Frauen belegten die Kabine E-33 und überlebten im Rettungsboot Nr. 6, in dem daneben Alice Cleaver, Margaret Brown, Helen Candee, Frederick Fleet, Major Arthur Peuchen, die Tochter des US-Politikers James A. Hughes, Eloise Hughes Smith, die New Yorker Fabrikantenehefrau Elizabeth Rothschild (Tante von Dorothy Parker) sowie Sigrid Lindström, Nichte des früheren schwedischen Premierministers Arvid Posse, saßen. Elsie Bowerman und Edith Chibnall wurden mit den anderen Überlebenden an Bord der Carpathia nach New York gebracht.
Das Erlebnis beschrieb Bowerman später folgendermaßen:

„Uns wurde gesagt, dass wir so schnell wie möglich vom Schiff wegrudern sollten, um einen eventuellen Sog zu vermeiden. Das taten wir dann auch. Ein Ruder zu betätigen, mitten im Atlantik, umgeben von Eis... das ist schon ein eigenartiges Erlebnis.“

Während des Ersten Weltkriegs diente Bowerman als Krankenschwester in Europa, unter anderem in Rumänien und Russland. Im März 1917 wurde sie in Sankt Petersburg Zeugin der Abdankung von Zar Nikolaus II. und der anschließenden Russischen Revolution, worüber sie ein Tagebuch führte. Zudem war sie Teil von Evelina Haverfields Women’s Emergency Corps. Nach ihrer Rückkehr nach England unterstützte sie die Bemühungen der WSPU, Männer zum Eintreten in die Streitkräfte und Frauen zur Arbeit an der Front zu motivieren.
Nach dem Krieg wurde Bowerman Sekretärin der Women’s Guild of Empire. Außerdem studierte sie Rechtswissenschaften und wurde 1924 als Anwältin zugelassen. Sie war die erste Frau im Old Bailey. Bowerman praktizierte bis 1938. Im selben Jahr half sie Stella Isaacs, Marchioness of Reading bei der Gründung der Hilfsorganisation Women’s Voluntarily Service. Während des Zweiten Weltkriegs war sie für den Royal Voluntary Service, das Informationsministerium (1940–41) und den Overseas Service der BBC (1941–45) tätig. 1947 war sie an der Gründung des United Nations Commission on the Status of Women beteiligt.
Elsie Bowerman war unverheiratet und hatte keine Kinder. In späten Jahren lebte sie mit ihrer Mutter in dem südenglischen Küstenort St Leonards-on-Sea. Sie starb 1973 im Alter von 83 Jahren an den Folgen eines Schlaganfalls.

## Werke
- Elsie Bowerman: Stands There a School: Memories of Dame Frances Dove, Founder of Wycombe Abbey School. Brighton: Dolphin Press, 1966.